# Conde de São Cosme do Vale
Conde de São Cosme do Vale é um título nobiliárquico criado por D. Carlos I de Portugal, por Decreto de 24 de Agosto de 1905, em favor de Bernardino Ferreira da Costa e Sousa, antes 1.º Visconde de São Cosme do Vale.
Titulares
1. Bernardino Ferreira da Costa e Sousa, 1.º Visconde e 1.º Conde de São Cosme do Vale.